# Sarcodes sanguinea
Sarcodes
Genre
Espèce
Classification APG III (2009)
Sarcodes sanguinea est une espèce de plantes à fleurs de la famille des Éricacées. Présente dans les forêts des montagnes de l'Ouest de l'Amérique du Nord, cette espèce vit en symbiose avec le mycélium de champignons, par l'intermédiaire duquel elle se nourrit des produits de la photosynthèse de Pins. Il s'agit de l'unique espèce du genre Sarcodes, qui est localement dénommée snowplant, soit littéralement la « plante des neiges ».

## Taxonomie
Cette plante est récoltée par John Charles Frémont, entre 1841 et 1846, lors de l'une de ses expéditions de la vallée de Sacramento, probablement le long de la rivière Yuba. Elle est ensuite décrite par le botaniste John Torrey dans son Plantae Fremontianae, ouvrage qui regroupe ses travaux de description de l'ensemble des végétaux collectés par Frémont. Il la nomme Sarcodes sanguinea, du grec ancien sarkos, « chair » et odes « ressemblance », et du latin sanguinea, « sanguin » ; une allusion à la texture charnue de couleur rouge sang de la plante. Cette espèce est proche des points de vue morphologique et biologique de Pterospora andromedea.

## Description

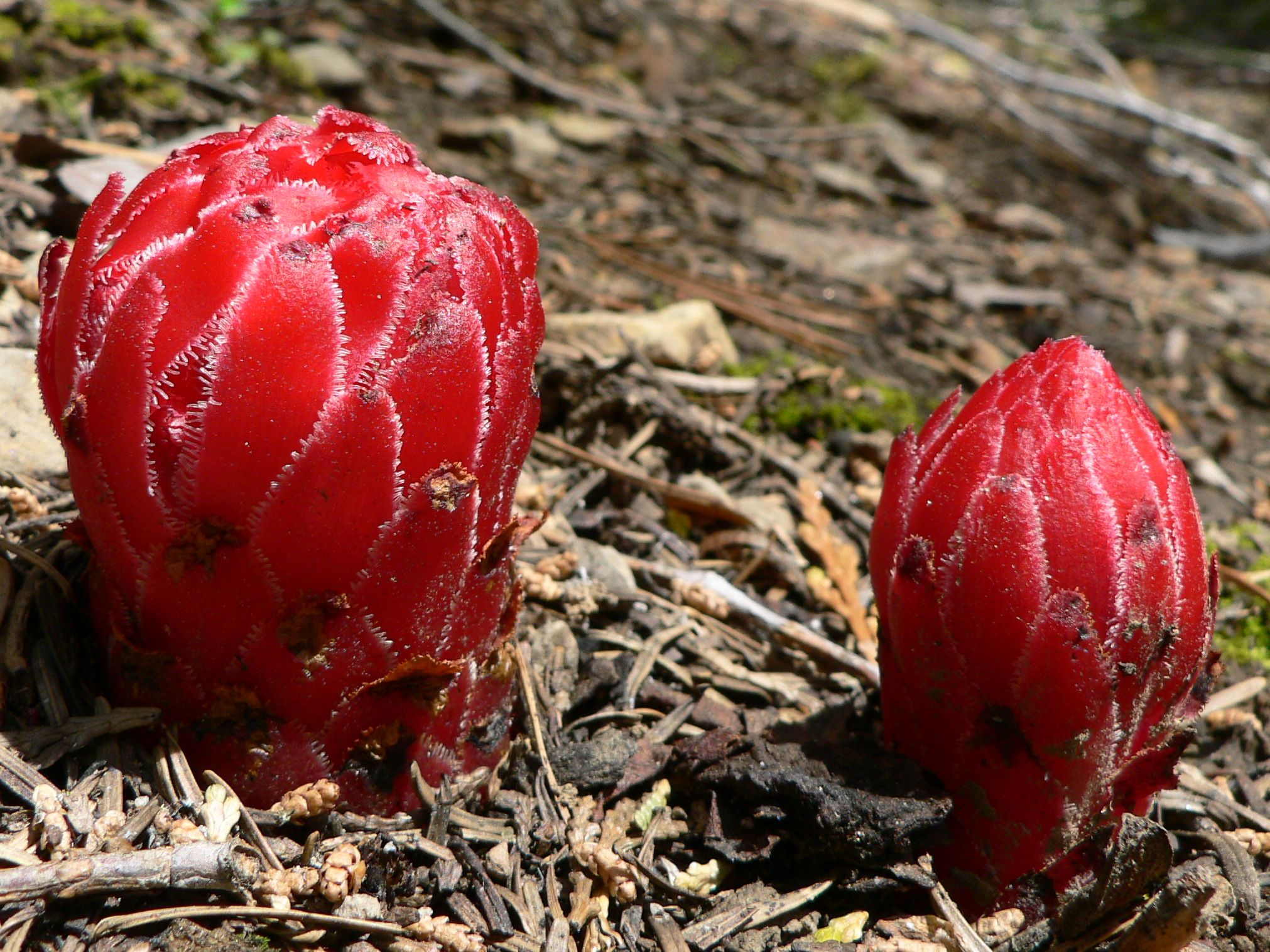
Jeunes pousses de Sarcodes sanguinea.

Sarcodes sanguinea est une plante herbacée pérenne achlorophylle de 15 à 20 cm à maturité, poussant en solitaire ou en touffe. Son inflorescence charnue et dressée est colorée d'un éclatant rouge vif à orange foncé. Ses fleurs horizontales ou légèrement descendantes, portées par des pédicelles perpendiculaires à l'axe de l'inflorescence et sous-tendues par des bractées lancéolées et ciliées, plus longues que les fleurs. mesurent de 2 à 10 cm de diamètre. Les cinq sépales lancéolés et rouges surmontés de cinq pétales rouges et glabres forment une corolle campanulée proposant du nectar entre ses 10 étamines. Le fruit est une capsule déhiscente portant plus de 100 graines ovoïdes et non ailées,.

## Biologie
Contrairement aux plantes vertes autotrophes, Sarcodes sanguinea ne contient pas de chlorophylle et n'utilise donc pas la photosynthèse afin d'assimiler elle-même les composés carbonés nécessaires à sa nutrition. Elle est myco-hétérotrophe, tirant son alimentation par symbiose uniquement grâce aux champignons basidiomycètes du genre Rhizopogon,  R. ellenae et R. subpurpurascens. Ces champignons forment des ectomycorhizes autour des racines des Pins et des mycorhizes avec les racines de S. sanguinea ; ces tissus conduisant ainsi les produits de la photosynthèse des Pins, la sève élaborée, vers S. sanguinea.
Attirés par le nectar, bourdons et colibris visitent les fleurs et les pollinisent, mais en leur absence, la plante pratique également l'autofécondation. Le mécanisme de dispersion des graines est mal connu et l'espèce peut aussi se reproduire par voie végétative. 

## Écologie et répartition
Sarcodes sanguinea fleurit de la fin du printemps au début de l'été au sein des forêts de conifères et mixtes des hautes montagnes de la côte pacifique de l'Amérique du Nord, soit à des altitudes comprises entre 1100 et 3000 m. Cette espèce est présente en Californie, au Nevada, en Oregon (USA) et en Basse-Californie (Mexique).

### Sarcodes
- (en) Tropicos : Sarcodes Torr.   (+ liste sous-taxons) (consulté le 2 mai 2020)
- (fr + en) ITIS : Sarcodes Torr. (consulté le 2 mai 2020)
- (en) IRMNG : Sarcodes Torr. (consulté le 2 mai 2020)
- (en) The Plant List :  Sarcodes Torr.  (consulté le 2 mai 2020)
- (en) Flora of North America : Sarcodes Torr.  (consulté le 2 mai 2020)
- (en) NCBI : Sarcodes Torr. (taxons inclus) (consulté le 2 mai 2020)
- (en) Catalogue of Life : Sarcodes Torr. (consulté le 13 avril 2023)
- (fr + en) GBIF : Sarcodes Torr. (consulté le 2 mai 2020)

### Sarcodes sanguinea
- (en) Tropicos : Sarcodes sanguinea Torr.   (+ liste sous-taxons) (consulté le 2 mai 2020)
- (fr + en) ITIS : Sarcodes sanguinea Torr. (consulté le 2 mai 2020)
- (en) IRMNG : Sarcodes sanguinea  Torr. (consulté le 2 mai 2020)
- (en) The Plant List :  Sarcodes sanguinea Torr.    (source : Tropicos.org) (consulté le 2 mai 2020)
- (en) Flora of North America : Sarcodes sanguinea Torr.   (consulté le 2 mai 2020)
- (en) NCBI : Sarcodes sanguinea Torr. (taxons inclus) (consulté le 2 mai 2020)
- (en) Catalogue of Life : Sarcodes sanguinea Torr. (consulté le 26 décembre 2020)
- (fr + en) GBIF : Sarcodes sanguinea Torr. (consulté le 2 mai 2020)
- (fr + en) EOL : Sarcodes sanguinea Torr. (consulté le 2 mai 2020)